# Hampus Eric Harlingzon
Hampus Eric Harlingzon, född  13 oktober 1784 i Vikingstads socken, död 20 januari 1844 i Rystads socken, var en svensk präst. 

## Biografi
Hampus Eric Harlingzon föddes 1784 i Vikingstads socken. Han var son till kronobokhållaren Eric Harlingzon och Brita Westelius. Efter studier i Linköping blev Harlingzon höstterminen 1803 student vid Uppsala universitet 1809 student vid Lunds universitet samt prästvigdes 17 juni 1810. Samma år blev han kanalpredikant vid Motala arbetskommission och 11 april 1818 hospitalspredikant i Vadstena hospitalsförsamling. Harlingzon avsade sig befattning och blev 20 oktober 1819 komminister i Vadstena församling med tillträde 1820. Han tog pastoralexamen 22 maj 1826 och var predikant vid prästmötet 1831. Harlingzon blev 23 mars 1833 kyrkoherde i Rystads församling och tillträdde 1835. Han avled 1844 i Rystads socken.
Harlingzon hade flera kommunal uppdrag och var medlem av Vitterhetens vänner.

### Familj
Harlingzon gifte sig 24 juni 1820 med Apollonia Kinnander (1787–1865). Hon var dotter till kyrkoherden Lars Magnus Kinnander och Catharina Charlotta Calén i Vadstena. De fick tillsammans barnen Laurentia Erica Charlotta (1821–1834), Hampus Herman Carl (1822–1910), Apollonia Sara Lovisa (född 1822), Catharina Hedda Maria (1825–1851), Lars Eric Julius (1828–1830), Marcus Samuel (1830–1830), Brita Cecilia (1831–1914) och Carolina Hilda Gustava (född 1834).